# Thursday Night in San Francisco
Thursday Night in San Francisco (укр. Четверговий вечір в Сан-Франциско) — живий блюзовий альбом Альберта Кінга, випущений лейблом Stax Records в 1990 році. Записаний в Сан-Франциско у Філморі 27 червня 1968 року. До цього альбому були включені композиції, що не увійшли до Live Wire/Blues Power, записаного у цей ж день. Частина записів з цього концерту також вийшла під назвою Wednesday Night in San Francisco.

## Список композицій
1. «San-Ho-Zay» (Фредді Кінг, Сонні Томпсон) — 0:53
2. «You Upset Me Baby» (Альберт Кінг, Жуль Тоб) — 4:53
3. «Stormy Monday» (Т-Боун Вокер) — 8:37
4. «Every Day I Have The Blues» (Пітер Четмен) — 4:17
5. «Drifting Blues» (Чарльз Браун, Джонні Мур, Едді Вільямс) — 8:05
6. «I've Made Nights by Myself» (Альберт Кінг) — 6:44
7. «Crosscut Saw» (Р.Дж. Форд) — 3:46
8. «I'm Gonna Move to the Outskirts of Town» (Енді Разаф, Вілл Велдон) — 7:41
9. «Ooh-Ee baby» (Альберт Кінг) — 7:40

## Учасники запису
- Альберт Кінг — електрична гітара та вокал
- Віллі Джеймс Ексон — електрична гітара
- Джеймс Вашингтон — орган
- Рузвельт Пойнтер — бас-гітара
- Теотіс Морган — ударні